# Teja Gregorin
Teja Gregorin, née le 29 juin 1980 à Ljubljana, est une biathlète slovène anciennement fondeuse. Elle est médaillée olympique en 2014 et aux Championnats du monde en 2009 individuellement.

## Carrière
Teja Gregorin prend part à ses premières compétitions internationales de ski de fond en 1998. Elle entre dans la Coupe du monde en janvier 2000 à Nove Mesto et marque des points à deux reprises sur des sprints en 2002. En 2001, elle est sélectionnée  pour son premier grand championnat, les Mondiaux 2001 de ski nordique, où elle est 33e du sprint au mieux.
Elle commence le biathlon à haut niveau en 2002, après avoir participé aux Jeux olympiques de Salt Lake City la même année en ski de fond (34e en sprint, 41e en poursuite et 9e en relais). Elle participe à ses premières courses dans la Coupe du monde de biathlon à partir de l'hiver 2003-2004, marquant ses premiers points et obtient son premier podium dans un relais à Oberhof en janvier 2005. En 2006, elle prend part aux Jeux olympiques de Turin en biathlon, réalisant son meilleur résultat sur le sprint avec une quatorzième place et le relais avec une sixième place. Elle commence à finir dans le top dix d'épreuves de Coupe du monde à partir de la fin de cette saison olympique. En 2006-2007, elle signe deux quatrièmes positions à Ruhpolding et Khanty-Mansiïsk.
Aux Championnats du monde de biathlon d'été 2008, elle remporte le titre sur le sprint et la poursuite. En 2009, aux Championnats du monde disputés à Pyeongchang, elle monte sur la deuxième marche du podium de l'individuel derrière Kati Wilhelm offrant donc à la Slovénie sa première médaille dans une compétition majeure de biathlon. Il s'agit de sa première médaille internationale obtenue en hiver après avoir remporté deux titres aux Mondiaux d'été en Haute-Maurienne en 2008. Trois ans plus tard, aux Championnats du monde de Ruhpolding, elle obtient la médaille d'argent dans l'épreuve du relais mixte avec Andreja Mali, Klemen Bauer et Jakov Fak. Elle finit l'hiver 2011-2012 par un podium lors de la mass start d'Holmenkollen. En 2014, pour ses derniers Jeux olympiques, elle remporte la médaille de bronze de la poursuite après avoir remonté son handicap de départ (quinzième) notamment dans le dernier tour. Le mois suivant, elle termine sur le podium de la dernière course de la saison, une deuxième place sur la mass start d'Holmenkollen.

## Dopage
En 2017, il est annoncé qu'un biathlète slovène est le seul athlète à avoir échoué aux ré-analyse des échantillons prélevés lors des Jeux olympiques d'hiver de 2010. En octobre 2017, l'Union internationale de Biathlon déclare que deux échantillons de Teja Gregorin étaient positifs au GHRP-2, une substance interdite qui stimule le corps à produire plus d'hormone de croissance. Ces échantillons ont été prélevés la semaine précédant le début de la compétition. Elle est disqualifiée en décembre 2017 et tous ses résultats des Jeux 2010 sont annulés. En suspension rétroactive, elle est également disqualifiée de toutes les épreuves auxquelles elle a participé dans les deux ans qui suivent, de février 2010 jusqu'au 5 février 2012. Celle qui était sa meilleure saison en Coupe du monde (2010-2011) est ainsi totalement effacée des tablettes. En octobre 2018, à la suite de la réanalyse des échantillons prélevés en 2010, elle écope d'une suspension totale de deux ans, jusqu'en octobre 2019.

## Palmarès en biathlon

### Jeux olympiques d'hiver
| Épreuve / Édition              | Individuel | Sprint | Poursuite                           | Départ en masse | Relais |
| Jeux olympiques 2006 Turin     | 18e        | 14e    | 16e                                 | 19e             | 6e     |
| Jeux olympiques 2010 Vancouver | 36e DSQ    | 9e DSQ | 9e DSQ                              | 5e DSQ          | 8e DSQ |
| Jeux olympiques 2014 Sotchi    | 11e        | 15e    | Médaille de bronze, Jeux olympiques | 4e              | -      |

Légende :
- : première place, médaille d'or
- : deuxième place, médaille d'argent
- : troisième place, médaille de bronze
- — : non disputée par Gregorin
- DSQ : Gregorin disqualifiée pour dopage

### Championnats du monde
| Mondiaux / Épreuve                  | Individuel               | Sprint       | Poursuite    | Départ en masse | Relais       | Relais mixte             |
| 2004 Oberhof                        | 51e                      | 67e          | —            | —               | 10e          | —                        |
| 2005 Hochfilzen /( Khanty-Mansiïsk) | 18e                      | DNS          | —            | —               | 8e           | 9e                       |
| 2006 Pokljuka                       | JO Turin                 | JO Turin     | JO Turin     | JO Turin        | JO Turin     | 7e                       |
| 2007 Antholz                        | 13e                      | 11e          | 7e           | 15e             | 4e           | 4e                       |
| 2008 Östersund                      | 6e                       | 32e          | 31e          | 14e             | 12e          | 9e                       |
| 2009 Pyeongchang                    | Médaille d'argent, monde | 64e          | —            | 13e             | —            | 12e                      |
| 2010 Khanty-Mansiïsk                | JO Vancouver             | JO Vancouver | JO Vancouver | JO Vancouver    | JO Vancouver | DSQ 10e                  |
| 2011 Khanty-Mansiïsk                | DSQ 30e                  | DSQ 14e      | DSQ 18e      | DSQ 5e          | —            | DSQ 16e                  |
| 2012 Ruhpolding                     | 11e                      | 11e          | 12e          | 13e             | —            | Médaille d'argent, monde |
| 2013 Nové Město                     | 25e                      | 39e          | 32e          | 8e              | 17e          | 5e                       |
| 2015 Kontiolahti                    | —                        | —            | —            | —               | 22e          | —                        |
| 2016 Holmenkollen                   | 23e                      | 30e          | 47e          | —               | 9e           | 13e                      |
| 2017 Hochfilzen                     | 12e                      | 30e          | 35e          | 5e              | 17e          | 18e                      |

Légende :
- : première place, médaille d'or
- : deuxième place, médaille d'argent
- : troisième place, médaille de bronze
- — : non disputée par Gregorin
- DNS : non partant
- DSQ : Gregorin disqualifiée pour dopage

### Coupe du monde de biathlon
- Meilleur classement général : 12e en 2007 et 2014.
- 4 podiums individuels : 2 deuxièmes places et 2 troisièmes places[8].
- 2 podiums en relais (2 troisièmes places) et 1 en relais mixte (deuxième place).

#### Classements en Coupe du monde
| Saison    | Classement général final | Individuel | Sprint  | Poursuite | Mass start |
| 2003-2004 | 70e                      | nc         | 64e     | 60e       |            |
| 2004-2005 | 41e                      | 49e        | 53e     | 32e       | 38e        |
| 2005-2006 | 24e                      | 18e        | 27e     | 20e       | 28e        |
| 2006-2007 | 12e                      | 23e        | 11e     | 11e       | 11e        |
| 2007-2008 | 15e                      | 5e         | 20e     | 14e       | 23e        |
| 2008-2009 | 32e                      | 15e        | 63e     | 28e       | 26e        |
| 2009-2010 | 28e                      | 24e        | 28e     | 25e       | 30e        |
| 2010-2011 | DSQ 8e                   | DSQ 13e    | DSQ 13e | DSQ 7e    | DSQ 10e    |
| 2011-2012 | 39e                      | 34e        | 48e     | 35e       | 37e        |
| 2012-2013 | 13e                      | 13e        | 15e     | 12e       | 6e         |
| 2013-2014 | 12e                      | 15e        | 24e     | 11e       | 15e        |
| 2014-2015 | 21e                      | 28e        | 25e     | 23e       | 21e        |
| 2015-2016 | 46e                      | 44e        | 40e     | 42e       |            |
| 2016-2017 | 29e                      | 32e        | 35e     | 26e       | 26e        |

### Championnats du monde de biathlon d'été
- Médaille d'or du sprint et de la poursuite en 2008 et 2014.
- Médaille d'argent du relais mixte en 2008.
- Médaille d'argent de la poursuite en 2009.
- Médaille de bronze du relais mixte en 2014.

## Palmarès en ski de fond

### Jeux olympiques d'hiver
| Épreuve / Édition                   | Sprint | Poursuite | Relais |
| Jeux olympiques 2002 Salt Lake City | 34e    | 41e       | 9e     |

### Championnats du monde
| Épreuve / Édition   | Sprint | Sprint                           | 10 km                            | 10 km     | Poursuite 2 × 15 km | 30 km | Relais | Relais   |
| Épreuve / Édition   | libre  | classique                        | libre                            | classique | Poursuite 2 × 15 km | 30 km | Sprint | 4 × 5 km |
| Mondiaux 2001 Lahti | 33e    | Épreuve inexistante à cette date | Épreuve inexistante à cette date | 52e       | —                   | —     | —      | —        |

Légende :
- : pas d'épreuve
- — : n'a pas participé à l'épreuve

### Coupe du monde
- Meilleur classement général : 80e en 2002.
- Meilleur résultat : 24e.